# NGC 4531
NGC 4531 је спирална галаксија у сазвежђу Девица која се налази на NGC листи објеката дубоког неба.
Деклинација објекта је + 13° 4' 33" а ректасцензија 12h 34m 15,8s. Привидна величина (магнитуда) објекта NGC 4531 износи 11,7 а фотографска магнитуда 12,6. Налази се на удаљености од 15,2000 милиона парсека од Сунца. NGC 4531 је још познат и под ознакама UGC 7729, MCG 2-32-141, CGCG 70-175, VCC 1552, IRAS 12317+1321, PGC 41806.